# Lagos (Pireneje Atlantyckie)
Lagos – miejscowość i gmina we Francji, w regionie Nowa Akwitania, w departamencie Pireneje Atlantyckie.
Według danych na rok 1990 gminę zamieszkiwało 510 osób, a gęstość zaludnienia wynosiła 114 osób/km² (wśród 2290 gmin Akwitanii Lagos plasuje się na 707. miejscu pod względem liczby ludności, natomiast pod względem powierzchni na miejscu 1455.).